# Silvio Alejandro Martínez
Silvio Alejandro Martínez (González Catán, Buenos Aires, Argentina; 16 de abril de 1997) es un futbolista argentino. Juega como mediocampista y su equipo actual es el Cuiabá Esporte Clube, de la Serie B de Brasil.

## Trayectoria
Alejandro Martínez comenzó su carrera profesional en Centro Español, que competía por ese entonces la Primera D, haciendo su debut, el 16 de noviembre de 2014, en la derrota 1 a 0 frente Liniers, por el partido correspondiente a la última fecha del Campeonato de Primera D 2014.
Después de un 2015 complicado por la mala situación que atravesaba el Gallego, se marcha a Deportivo Riestra de la Primera B, aunque en el año y medio que permaneció en la institución, no llegó a debutar con el primer equipo y fue siempre parte del plantel de reserva.
Sin lugar en Riestra, para la segunda mitad del Campeonato de Primera D 2016-17, se une a Atlas de la Primera D, donde en los dos años y medio que estuvo con el equipo , realizó 11 goles en 68 partidos, jugando a un muy buen nivel, y siendo además, parte del once titular que se enfrentó a River Plate, por la Copa Argentina 2017, en lo que fue un partido histórico para el club de General Rodríguez.
Después de pasos por Sportivo Barracas y Argentino de Merlo, para 2021, Martínez da el salto a la Primera Nacional, incorporándose a Defensores de Belgrano, donde su estadía duraría solo seis meses, ya que debido al buen nivel que mostró, en julio de ese año, fue cedido, con opción de compra al finalizar el mismo, a Central Córdoba de Santiago del Estero, de la Primera División de Argentina.
Su debut en la máxima categoría del fútbol argentino se dio el 24 de julio, en la derrota 1 a 0 frente San Lorenzo, por la segunda fecha del Campeonato de Primera División 2021. Su primer gol en primera llegaría una semana después, el 2 de agosto, en el empate 1 a 1 frente Argentinos Juniors. Tras el buen desempeño en dicho torneo, donde disputó 24 encuentros, marcó 3 goles y dio 2 asistencias, el ferroviario decide hacer uso la opción de compra que poseía y adquirir a Martínez de forma permanente.
El 7 de enero de 2023, se transformó en refuerzo del Club Tijuana, de la Primera División de México, siendo esta su primera experiencia en el exterior.
Tras un año en México, vuelve a Argentina para jugar en Talleres de Córdoba.

## Estadísticas

### Clubes
Actualizado hasta su último partido disputado el 4 de agosto de 2025.
| Club                             | Div.          | Temporada     | Liga  | Liga  | Liga   | Copas nacionales | Copas nacionales | Copas nacionales | Torneos internacionales | Torneos internacionales | Torneos internacionales | Total | Total | Total  |
| Club                             | Div.          | Temporada     | Part. | Goles | Asist. | Part.            | Goles            | Asist.           | Part.                   | Goles                   | Asist.                  | Part. | Goles | Asist. |
| -------------------------------- | ------------- | ------------- | ----- | ----- | ------ | ---------------- | ---------------- | ---------------- | ----------------------- | ----------------------- | ----------------------- | ----- | ----- | ------ |
| Centro Español Argentina         | 5.ª           | 2014          | 1     | 0     | 0      | —                | —                | —                | —                       | —                       | —                       | 1     | 0     | 0      |
| Centro Español Argentina         | 5.ª           | 2015          | 12    | 0     | 0      | —                | —                | —                | —                       | —                       | —                       | 12    | 0     | 0      |
| Centro Español Argentina         | Total club    | Total club    | 13    | 0     | 0      | 0                | 0                | 0                | 0                       | 0                       | 0                       | 13    | 0     | 0      |
| C. A. Atlas Argentina            | 5.ª           | 2016-17       | 10    | 1     | 0      | —                | —                | —                | —                       | —                       | —                       | 10    | 1     | 0      |
| C. A. Atlas Argentina            | 5.ª           | 2017-18       | 31    | 6     | 4      | 1                | 0                | 0                | —                       | —                       | —                       | 32    | 6     | 4      |
| C. A. Atlas Argentina            | 5.ª           | 2018-19       | 25    | 4     | 6      | 1                | 0                | 0                | —                       | —                       | —                       | 26    | 4     | 6      |
| C. A. Atlas Argentina            | Total club    | Total club    | 66    | 11    | 10     | 2                | 0                | 0                | 0                       | 0                       | 0                       | 68    | 11    | 10     |
| Sportivo Barracas Argentina      | 5.ª           | 2019-20       | 19    | 3     | 4      | 1                | 0                | 0                | —                       | —                       | —                       | 20    | 3     | 4      |
| Sportivo Barracas Argentina      | Total club    | Total club    | 19    | 3     | 4      | 1                | 0                | 0                | 0                       | 0                       | 0                       | 20    | 3     | 4      |
| Argentino de Merlo Argentina     | 4.ª           | 2020-21       | 7     | 0     | 1      | —                | —                | —                | —                       | —                       | —                       | 7     | 0     | 1      |
| Argentino de Merlo Argentina     | Total club    | Total club    | 7     | 0     | 1      | 0                | 0                | 0                | 0                       | 0                       | 0                       | 7     | 0     | 1      |
| Defensores de Belgrano Argentina | 2.ª           | 2021          | 16    | 4     | 1      | 2                | 0                | 1                | —                       | —                       | —                       | 18    | 4     | 2      |
| Defensores de Belgrano Argentina | Total club    | Total club    | 16    | 4     | 1      | 2                | 0                | 1                | 0                       | 0                       | 0                       | 18    | 4     | 2      |
| Central Córdoba (SdE) Argentina  | 1.ª           | 2021          | 23    | 3     | 2      | —                | —                | —                | —                       | —                       | —                       | 23    | 3     | 2      |
| Central Córdoba (SdE) Argentina  | 1.ª           | 2022          | 26    | 6     | 3      | 13               | 2                | 1                | —                       | —                       | —                       | 39    | 8     | 4      |
| Central Córdoba (SdE) Argentina  | Total club    | Total club    | 49    | 9     | 5      | 13               | 2                | 1                | 0                       | 0                       | 0                       | 62    | 11    | 6      |
| Club Tijuana · México            | 1.ª           | C-2023        | 14    | 1     | 1      | —                | —                | —                | —                       | —                       | —                       | 14    | 1     | 1      |
| Club Tijuana · México            | 1.ª           | 2023-24       | 17    | 2     | 0      | —                | —                | —                | 1                       | 0                       | 0                       | 18    | 2     | 0      |
| Club Tijuana · México            | Total club    | Total club    | 31    | 3     | 1      | 0                | 0                | 0                | 1                       | 0                       | 0                       | 32    | 3     | 1      |
| Talleres de Córdoba Argentina    | 1.ª           | 2024          | 16    | 2     | 0      | 12               | 2                | 1                | 3                       | 0                       | 0                       | 31    | 4     | 1      |
| Talleres de Córdoba Argentina    | Total club    | Total club    | 16    | 2     | 0      | 12               | 2                | 1                | 3                       | 0                       | 0                       | 31    | 4     | 1      |
| Ceará S. C. · Brasil             | 1.ª           | 2025          | 2     | 0     | 1      | 7                | 0                | 0                | —                       | —                       | —                       | 9     | 0     | 1      |
| Ceará S. C. · Brasil             | Total club    | Total club    | 2     | 0     | 1      | 7                | 0                | 0                | 0                       | 0                       | 0                       | 9     | 0     | 1      |
| Cuiabá E. C. · Brasil            | 2.ª           | 2025          | 1     | 1     | 0      | —                | —                | —                | —                       | —                       | —                       | 1     | 1     | 0      |
| Cuiabá E. C. · Brasil            | Total club    | Total club    | 1     | 1     | 0      | 0                | 0                | 0                | 0                       | 0                       | 0                       | 1     | 1     | 0      |
| Total carrera                    | Total carrera | Total carrera | 220   | 33    | 23     | 37               | 4                | 3                | 4                       | 0                       | 0                       | 261   | 37    | 26     |
| 1. 2.                            |               |               |       |       |        |                  |                  |                  |                         |                         |                         |       |       |        |

## Palmarés

### Campeonatos regionales
| Título              | Club        | Estado | Año  |
| ------------------- | ----------- | ------ | ---- |
| Campeonato Cearense | Ceará S. C. | Ceará  | 2025 |